# Dirk Van Esbroeck
Dirk Van Esbroeck (Gent, 1 juni 1946 – Berchem, 23 mei 2007) was een Belgisch zanger, muzikant en componist. 

## Biografie
Dirk werd in Gent geboren, na de eerste en vòòr de definitieve poging van zijn ouders om naar Argentinië te emigreren. Zijn vlaamsgezinde ouders waren afkomstig uit Londerzeel en Meise en werden na de Tweede Wereldoorlog beschuldigd van collaboratie, wat bij vader Van Esbroeck de neiging versterkte om 'weg te trekken'.
In 1948 emigreert hij met zijn ouders naar Argentinië. Dirk groeit er met zijn broer Marc op, waardoor zijn moedertaal het Spaans was en hij het Nederlands maar half beheerste. Maar in 1964, wanneer hij 18 is, keert het gezin terug naar België. In 1970 studeert hij af aan het RITCS, afdeling film, en werkt daarna bij het productiehuis van cineast Roland Verhavert.
Zijn eerste groep De Doolaards, met Rudi Bellemans (fluit, doedelzak) en Jef De Bois (accordeon), was geen lang leven beschoren. In 1972 schiet hij voorgoed op gang bij de groep Rum. Deze groep is een van de grote namen binnen de Europese folkrevival van de jaren 70. In deze periode experimenteert hij soms nog met andere instrumenten, bv. de hobo, maar de gitaar is zijn belangrijkste instrument. Rond deze tijd ontmoet hij ook gitarist Juan Masondo en hiermee krijgt de Zuid-Amerikaanse muziek een belangrijke plaats. Het duo Van Esbroeck-Masondo wordt met de komst van bandoneonspeler Alfredo Marcucci een trio, om later uit te groeien tot het sextet Tango al Sur.
Buiten de muziek neemt Van Esbroeck deel aan enkele spraakmakende projecten, gedreven door Dree Peremans: de Islandsuite, Het Zwarte Goud en Café B. Verder componeert hij voor theater en film en werkt gedurende 20 jaar met klarinettiste Christel Borghlevens en bassist Guido Desimpelaere aan theaterprogramma's gebaseerd op Nederlandstalige poëzie : “Van op de hoge brug”, “De zee en haar oevers”, “De Papieren Piraat” ,“Vliegen” en “La Voyageuse”. Met dit werk toert het trio door Indonesië, Zuid-Afrika, Curaçao en Quebec. Van Esbroeck werkt ook mee aan een Franstalig chansonprogramma waarmee hij op podia optreedt in Wallonië, Frankrijk en Luxemburg. "Van op de hoge brug" bevat gedichten van Richard Minne en Jan van Nijlen, die op muziek gezet werden.
Zijn muzikale honger is niet te stillen en hij werkt nog met anderen samen aan diverse muzikale creaties. Met componist Dirk Brossé werkt hij aan het symfonisch werk La Soledad de America Latina mee. Met de gitaristen Raphaëlla Smits en José Toral brengt hij ‘La Guitarra’. Een andere creatie is ‘Karel, Man en Paard’ een productie van de Ancienne Belgique. Van Esbroeck speelt ook een hoofdrol in ‘Maria de Buenos Aires’ van Ástor Piazzolla en Horacio Ferrer in een productie van I Fiamminghi. Daarnaast verliest hij de poëzie niet uit het oog. Zo werkt hij samen met Charles Cornette en Hilde Uitterlinden aan programma’s rond de poëzie van Pablo Neruda en Federico Garcia Lorca.
Muziek en poëzie weet hij wel vaker te combineren. Samen met zangeres Elsje Helewaut, beter bekend als Elisa Waut, schrijver Bart Plouvier en Wigbert werkt hij aan de productie van ‘Van alle landen thuis’. Met zijn groep en dichter Geert van Istendael brengt hij de productie ‘Taalmachine’. 
In 2002 krijgt hij de diagnose van blaaskanker te horen en moet hij verscheidene operaties ondergaan, gespreid over verschillende jaren. Maar dat houdt hem niet van zijn werk af. In 2004 speelt en zingt hij in de productie Coast2Coast. Met het programma ‘Patagon, Patagonië’, brengt hij met onder andere Alfredo Marcucci, Juan Masondo en Carlos Diaz een hommage aan Argentinië. 
Op de ochtend van woensdag 23 mei 2007 overlijdt Dirk Van Esbroeck aan kanker.
Zijn bekendste Nederlandstalige nummers zijn Ik en m'n broer en Giuseppe, Ik heb me neergevlijd, De bongo van 't combo van de congoboot, Van op de hoge brug, De mijnwerker, Lied van welk verdriet, Internationale treinen (op tekst van Richard Minne).

## Discografie
- Rum (1972)
- Rum 2 (1974)
- Rum 3 (1975)
- Rum (1972-1975)
- Rum - Hinkelen (1978)
- Van Esbroeck & Juan Masondo - Canto De Nadie (1979)
- Rum - Gelukkig ma non troppo (1980)
- Rum - Frandria Tropical (1982)
- Van Esbroeck & Masondo - Tango al Sur (1985)
- Dirk Van Esbroeck/Pat Kilbride/Maurice Le Gaulois/Wannes Van de Velde -  Het zwarte goud (1987)
- Van Esbroeck & Masondo - Sexteto Tango al Sur (1989)
- Van Esbroeck - Van op de hoge brug (1992)
- Tango al Sur - Liberata (1995)
- Van Esbroeck - De zee en haar oevers (1996)
- Tango al Sur - Dominguera (1999)
- Van Esbroeck - Dromen is een beetje (v)liegen (2001)
- Van Esbroeck - La voyageuse (2004)
- Van Esbroeck - Zingt / Canta (2007)

- Bibliothèque nationale de France: cb14235493t (data)
- International Standard Name Identifier: 0000 0004 1869 9606
- MusicBrainz: a08fcdb8-1f8b-467e-9697-cf92db6b6e8a
- Virtual International Authority File: 305244734
- WorldCat: E39PBJcKGmGDCfDyJVRFHWBXVC